# 奧利弗 (伊利諾伊州懷特塞德縣)
奧利弗（英語：Oliver）是位於美國伊利諾伊州懷特塞德縣的一個非建制地區。該地的面積和人口皆未知。

## 地理
奧利弗的座標為41°48′03″N 90°04′05″W / 41.80083°N 90.06806°W，而該地的平均海拔高度為183米（即600英尺）。